# Muzeum moderního umění velkoknížete Jana
Muzeum moderního umění velkoknížete Jana (francouzsky: Musée d'art moderne Grand-Duc Jean), nazývané často zkratkou MUDAM, je galerie umění v lucemburském hlavním městě Lucemburku. Výstavní plocha přesahuje 6000 metrů čtverečních. Novostavba muzea byla připojena ke středověké pevnosti Thüngen a originálním způsobem s ní prorostla. Budovu navrhl nositel Pritzkerovy ceny I. M. Pei a její stavba stála 100 milionů dolarů. Muzeum bylo slavnostně otevřeno 1. července 2006 velkovévodou Janem a otevřeno pro veřejnost následujícího dne. V prvním roce jeho existence ho navštívilo více než 115 000 lidí. MUDAM nedostalo do vínku žádnou starší sbírku a muselo si postupně vybudovat vlastní. Podařilo se mu zakoupit díla umělců jako Andy Warhol, Bruce Nauman, Julian Schnabel, Alvar Aalto, Marina Abramovićová, Steve McQueen, Nan Goldinová, Andreas Gursky, Cindy Shermanová, Širin Nešat, Pipilotti Rist, Cy Twombly, Kara Walkerová, Sophie Calle, Bernd a Hilla Becherovi nebo Wolfgang Tillmans.